# Rui da Silva Fernandes
Rui da Silva Fernandes (* um 1947 in Parami, Atsabe, Ermera, Portugiesisch-Timor; † 9. Oktober 2007 in Dili, Osttimor), Kampfname Daholo, war ein osttimoresischer Politiker und Unabhängigkeitsaktivist.

## Werdegang
Fernandes war der Sohn eines Liurai aus Atsabe. Er hatte eine Ausbildung in Dili genossen, hatte sein traditionelles Leben aufgegeben und arbeitete als Lehrer im Liceu Dr. Francisco Machado.
Fernandes war Mitglied der Anti-Kolonialen Diskussionsgruppe (AIDG), die um 1970 begann ihre Ideen in den lokalen Medien, wie dem Seara, zu verbreiten. Andere Mitglieder waren unter anderem José Ramos-Horta, Francisco Xavier do Amaral, Francisco Borja da Costa und Manuel Carrascalão. Aus dieser Gruppe kamen diejenigen, die am 20. Mai 1974 die Associação Social Democrática Timorense (ASDT) gründeten, die am 11. September in Frente Revolucionária de Timor-Leste Independente (FRETILIN) umbenannt wurde. Zu den Gründungsmitgliedern gehörte auch Rui Fernandes.
Später wurde Fernandes Mitglied des Zentralkomitees des FRETILIN (CCF) und politischer Adjutant. Im bewaffneten Widerstand gegen die indonesischen Invasoren gehörte er im Widerstandssektor „Nördliche Grenze“ der politischen Führung an. Vor Februar 1979 ergab er sich aber der Übermacht.
Als Mitbegründer der Unabhängigkeitsbewegung Osttimors wurde Fernandes 2006 mit dem Ordem de Dom Boaventura ausgezeichnet.
Fernandes war mit Maria Antonia Filomena Exposto Gago verheiratet. Er starb 2007 im Hospital Nacional Guido Valadares (HNGV) in Dili.